# شهدخوار شانه‌نارنجی
شهدخوار شانه‌نارنجی (نام علمی: Cinnyris bouvieri)، یک گونه پرنده از خانواده شهدخواران است. دلیل نامگذاری این گونه، دسته‌پرهای بلندتر نارنجی در جلوی بال است که اغلب دیده نمی‌شود. در آنگولا، کامرون، جمهوری آفریقای مرکزی، جمهوری کنگو، جمهوری دموکراتیک کنگو، گینه استوایی، گابن، کنیا، نیجریه، اوگاندا و زامبیا یافت می‌شود.